# Кулеше-Косьцельне (гміна)
Гміна Кулеше-Косьцельне (пол. Gmina Kulesze Kościelne) — сільська гміна у східній Польщі. Належить до Високомазовецького повіту Підляського воєводства.
Станом на 31 грудня 2011 у гміні проживало 3283 особи.

## Територія
Згідно з даними за 2007 рік площа гміни становила 115.45 км², у тому числі:
- орні землі: 67.00%
- ліси: 27.00%

Таким чином, площа гміни становить 9.01% площі повіту.

## Населення
Станом на 31 грудня 2011:
| Опис     | Загалом | Загалом | Чоловіки | Чоловіки | Жінки | Жінки |
| -------- | ------- | ------- | -------- | -------- | ----- | ----- |
| одиниця  | осіб    | %       | осіб     | %        | осіб  | %     |
| все      | 3283    | 100     | 1663     | 50.65    | 1620  | 49.35 |
| міське   | 0       | 100     | 0        |          | 0     |       |
| сільське | 3283    | 100     | 1663     | 50.65    | 1620  | 49.35 |

## Сусідні гміни
Гміна Кулеше-Косьцельне межує з такими гмінами: Високе-Мазовецьке, Кобилін-Божими, Колакі-Косьцельне, Руткі, Соколи.